# Oxyopes strandi
Oxyopes strandi är en spindelart som beskrevs av Lodovico di Caporiacco 1939. Oxyopes strandi ingår i släktet Oxyopes och familjen lospindlar.
Artens utbredningsområde är Etiopien. Inga underarter finns listade i Catalogue of Life.